# Australisch-Nederlandse betrekkingen
De betrekkingen tussen Australië en Nederland gaat over de buitenlandse relatie tussen beide landen. Beide landen werken samen op het gebied van terrorisme, klimaatverandering, mensenrechten en de millenniumdoelstellingen. In 2001 tekende de landen een verdrag over sociale zekerheid voor mensen die in beide landen hebben gewerkt of gewoond.
Tijdens de periode 1606-1770 bezochten Nederlandse zeevaarders Australië verschillende keren.
Tussen 1947 en 1971 emigreerden ongeveer 160.000 Nederlanders naar Australië. In 1955 bezocht de Australische minister-president Robert Menzies Nederland om de status van Nederlands-Nieuw-Guinea te bespreken. Hij besprak dit met minister-president Willem Drees en minister van Buitenlandse Zaken Joseph Luns.
Australië heeft een ambassade in Den Haag. Nederland heeft op zijn beurt een ambassade in Canberra.

## Landenvergelijking
|                 | Australië (land)                                     | Koninkrijk der Nederlanden                           |
| --------------- | ---------------------------------------------------- | ---------------------------------------------------- |
| Bevolking       | 25.466.459 (2020)                                    | 17.595.017 (2020)                                    |
| Oppervlakte     | 7.692.024 km²                                        | 42.201 km²                                           |
| Dichtheid       | 3,3/km² (2020)                                       | 416,9/km² (2020)                                     |
| Hoofdstad       | Canberra                                             | Amsterdam                                            |
| Regeringsvorm   | Constitutionele monarchie - parlementaire democratie | Constitutionele monarchie - parlementaire democratie |
| Officiële talen | Engels                                               | Nederlands, Fries, Papiaments, Engels                |